# Fabrizio Bartoletti
Pour les articles homonymes, voir Bartoletti.
Fabrizio Bartoletti, né le 27 août 1576 à Bologne et mort à Lendinara le 30 mai 1630, est un médecin italien du début du XVIIe siècle dont le théâtre anatomique du palais de l'Archiginnasio, à Bologne, conserve une statue. Il occupe des chaires d'anatomie, de chirurgie et de médecine dans plusieurs villes d'Italie telles que Bologne, Pise et Mantoue.
Il tenta une nosographie rationnelle des troubles de la respiration.

## Biographie
Lauréat en philosophie et en médecine de l'université de Bologne, il obtient le 26 mars 1613 la chaire de logique, qu'il occupe jusqu'en 1615. Le 3 août 1616, il obtient la chaire d'anatomie et enseigne également la chirurgie.
En 1615, il publie la première édition de son Encyclopaedia hermetico dogmatica à Bologne, et c'est dans l'une des éditions suivantes publiées en 1619 et en 1621 ou 1633  qu'il décrit un manna seu nitrum seri Lactis, sel essentiel de serum de Lait", aujourd'hui appelé lactose.
En 1626, il s'installe à Mantoue, à la demande du duc Ferdinand, pour y enseigner la médecine et l'anatomie.
Fabrizio Bartoletti meurt à Lendinara, au cours d'un voyage, le 30 mai 1630, à l'âge de 54 ans.